# Pulau Saseel
Pulau Saseel är en ö i Indonesien.   Den ligger i provinsen Jawa Timur, i den västra delen av landet, 1 000 km öster om huvudstaden Jakarta. Arean är 2,6 kvadratkilometer.
Terrängen på Pulau Saseel är mycket platt. Öns högsta punkt är 14 meter över havet. Den sträcker sig 2,7 kilometer i nord-sydlig riktning, och 2,1 kilometer i öst-västlig riktning.